# García Ramírez de Pamplona
García Ramírez, llamado el Restaurador (ca. 1100-Lorca, Navarra, 21 de noviembre de 1150), fue rey de facto en Pamplona entre 1134 a 1150.

## Biografía
Elegido por los magnates y obispos pamploneses como rey al no acatar las disposiciones testamentarias de Alfonso I el Batallador, García Ramírez era hijo del infante Ramiro Sánchez, señor de Monzón y de Logroño, que estaba casado con Cristina Rodríguez, hija de Rodrigo Díaz de Vivar «el Cid». Su padre, a su vez, era hijo del infante Sancho Garcés, hijo ilegítimo de García Sánchez III rey de Pamplona. En lo referente a sus derechos reales de su rama familiar, «su sucesión pamplonesa se opone a la rama, también ilegítima, que procede del hermano bastardo de este mismo García, el aragonés Ramiro, abuelo del Batallador.»
Según recoge José María Lacarra en su Historia política del reino de Navarra, «García Ramírez tenía en 1124 el castillo de Mamacastro, cerca de Peralta de la Sal; en 1125 recuperó Monzón y continuó con el señorío de esta plaza, al que en ocasiones añadió el de Logroño (1130) y Calatayud (1133), y sobre todo el de Tudela. Este último venía rigiendo, desde 1133, por cesión o a nombre de su señor Rotrou II, conde del Perche, con cuya sobrina Margarita se había casado.» Así se da la circunstancia de que «los señoríos en los que asentaba sus rentas más importantes estaban en la región del Cinca — Monzón com o fortaleza principal, Puy Monzón y Castejón del Puente— , pero sus apoyos principales los hallaría en tierras de Pamplona.»

### Tratado de Vadoluengo (1135)
Parece que, buscando una solución a la separación de los reinos de Aragón y Pamplona, que habían sido gobernados conjuntamente desde la muerte de Sancho Garcés IV de Pamplona hasta la muerte del Batallador, propusieron que Ramiro II de Aragón fuese el "padre" y García Ramírez el "hijo". Los dos conservarían su respectivo reino, sin embargo, la primacía sobre el reino sería de Ramiro II el Monje. No obstante, dado el origen bastardo de su padre Ramiro Sánchez, la Iglesia no reconoció la legitimidad al trono pamplonés de García, negándosela durante todo su reinado. De hecho, ese reconocimiento tampoco tendría lugar durante el largo reinado de Sancho el Sabio y no llegaría hasta 1196, durante el reinado de su nieto Sancho el Fuerte.
En sus aspiraciones al trono, García contaba con el fuerte apoyo de un círculo nobiliar poderoso, donde sobresalen el obispo Sancho de Larrosa, que aportó una ayuda económica importante, y el conde Ladrón, hijo de Íñigo Velaz, que figura como mandatario regio en Álava, aportaba «el respaldo de los "príncipes" y hombres de Álava, Guipúzcoa y Vizcaya», y fue nombrado «conde de Navarra» en «justa contrapartida de los servicios prestados». Otros nobles fueron Guillermo Aznar de Oteiza y Xemen Aznar de Torres. Junto a todo ellos, también contaba «con una serie de potentes relaciones personales y familiares, con un clan normando cuyas redes de acción se extienden por buena parte de la Cristiandad occidental, los condes de Perche: García Ramirez estaba casado con Margarita, hija de Gilberto de l'Aigle y Juliana de Perche.» El apoyo nobiliar, con todo, no fue unánime y algunos miembros buscaron el amparo de Ramiro II de Aragón. Otros, con los años, cambiaron su apoyo, como Pedro, abad de Leire, que financió incluso la campaña contra Aragón.

### Ascenso al trono
En 1134, cuando García Ramírez accedió al trono pamplonés, «alzado rey por los barones, necesitaba una confirmación externa de su realeza que, entre otras cosas, asegurara su independencia frente a Aragón. El procedimiento habitual en estos casos, de infeudar su reino a la Santa Sede —como haría el portugués— le estaba vedado, puesto que la nueva monarquía navarra había nacido enfrentada al papado, que se mostraba como el más ardiente defensor del testamento del Batallador en provecho de las órdenes militares. Por ello García Ramírez prestó vasallaje al "emperador" en una solución que, sin duda, se consideraba provisional por todas las partes implicadas.»
Su reino ya había perdido todas sus fronteras con los territorios musulmanes, privando así todas sus posibilidades de expansión territorial hacia el sur, quedando completamente rodeado de tres reinos mucho más grandes y poderosos: Aragón, Castilla y Francia.
Con la entrada en Zaragoza de Alfonso VII de León donde le rinden vasallaje los zaragozanos, se acentúa la separación entre los dos reinos, Pamplona y Aragón, que en su día fueron feudo de Sancho Garcés III de Pamplona. Por el contrario, tanto desde Aragón como desde Castilla «se iniciara una ofensiva política y militar tendente a privar al navarro de su reino, y que los dos soberanos vecinos acordaron el reparto de los dominios pamploneses (1140).»
Aliado con Alfonso I de Portugal, en 1137 se enfrentó a Alfonso VII de León, a quien había prestado vasallaje. Firmaron la paz entre 1139 y 1140.
En 1144, después de enviudar, se casó con una hija de Alfonso VII, Urraca la Asturiana. A partir de esa fecha vemos a García Ramírez auxiliando a Alfonso VII en sus campañas de reconquista, concretamente en la campaña de Almería, que fue conquistada por las tropas cristianas en 1147. 
En 1146, los navarros ocuparon Tauste, en el reino de Aragón, pero Alfonso VII actuó como árbitro entre los dos reinos. 
En 1149 firmó un tratado de paz con Ramón Berenguer IV, por el cual el catalán se casaría con su hija Blanca, a pesar de estar prometido con Petronila de Aragón, pero al morir García Ramírez no se llevó a cabo el compromiso. 

### Acercamiento al papado
Dentro de la política internacional de García Ramírez estaba también el acercamiento hacia la autoridad de la Iglesia buscando resolver un «elemento conflictivo en la legitimidad de la corona» pamplonesa ante «la negativa del pontificado a reconocer el título real» del monarca pamplonés. Buscando «avanzar hacia un mejor entendimiento con el papa» se proyecta «el enlace efectuado entre Margarita de Navarra y el futuro rey de Sicilia, Guillermo, en 1146.» A este respecto, en estos momentos, Sicilia «conviene recordar es un reino vasallo del papa.» Más aún, «Sicilia no es un reino más del elenco de monarquías europeas: sostiene una realeza con particulares vínculos con, por un lado el pontificado, e incluso, por otro, con una familia de origen normando, parientes, al fin y al cabo, de los reyes de Inglaterra y señores de Gascuña.»
Murió el 21 de noviembre de 1150 en Lorca, cerca de Estella.

## Matrimonios y descendencia
Contrajo matrimonio después de 1130 con Margarita de L'Aigle, siendo padres de:
- Sancho VI, «El Sabio», rey de Navarra a la muerte de su padre en 1150, casado con Sancha de Castilla;
- Blanca Garcés de Pamplona, n. después de 1133, que se casó el 30 de enero de 1151 en Calahorra con Sancho III de Castilla «El Deseado»;
- Margarita de Navarra, casada en 1146 con Guillermo I el Malo, rey de Sicilia, llegó a ser regente del reino de Sicilia (1166-1171) a la muerte de su marido.[9]

Después de enviudar, se casó el 24 de junio de 1144, en León, con Urraca la Asturiana, hija ilegítima del rey Alfonso VII de León y de Gontrodo Pérez, teniendo como descendencia a:
- Sancha Garcés, casada con Gastón V, vizconde de Bearne, fallecido en 1170. Después volvió a casar con el conde Pedro Manrique de Lara, II señor de Molina y Mesa, XIII vizconde de Narbona y mayordomo mayor del rey Fernando II de León.

De una amante desconocida, el rey García Ramírez tuvo un hijo natural:
- Rodrigo Garcés, fallecido después de enero de 1172, conde de Montescaglioso,[10] casado en 1167 con una hija ilegítima del rey Rogelio II de Sicilia.[11]